# Wereldkampioenschap voetbal 2026 (kwalificatie OFC)
Namens de Oceanische voetbalbond OFC namen 8 leden deel aan de kwalificatie. De winnaar van dit kwalificatietoernooi plaatste zich voor het wereldkampioenschap en de nummer 2 voor het intercontinentale play-offtoernooi. Het was voor de eerste keer dat een land van de OFC zich direct kon kwalificeren voor het eindtoernooi, zonder een play-off tegen een land van een ander continent te hoeven spelen.

## Format
- Eerste ronde: De vier laagste geklasseerde landen volgens de FIFA-ranking zullen spelen in een knock-outronde. De winnaar kwalificeert zich voor de tweede ronde.
- Tweede ronde: De winnaar van de eerste ronde en de zeven hoogst geklasseerde landen worden in twee poules van vier landen geplaatst. De nummers 1 en 2 uit de poule kwalificeren zich voor de derde ronde.
- Derde ronde: De vier winnaars van de tweede ronde spelen in een knock-outronde. De winnaar kwalificeert zich voor het hoofdtoernooi, de nummer 2 plaatst zich voor het intercontinentale play-offtoernooi.

## Data

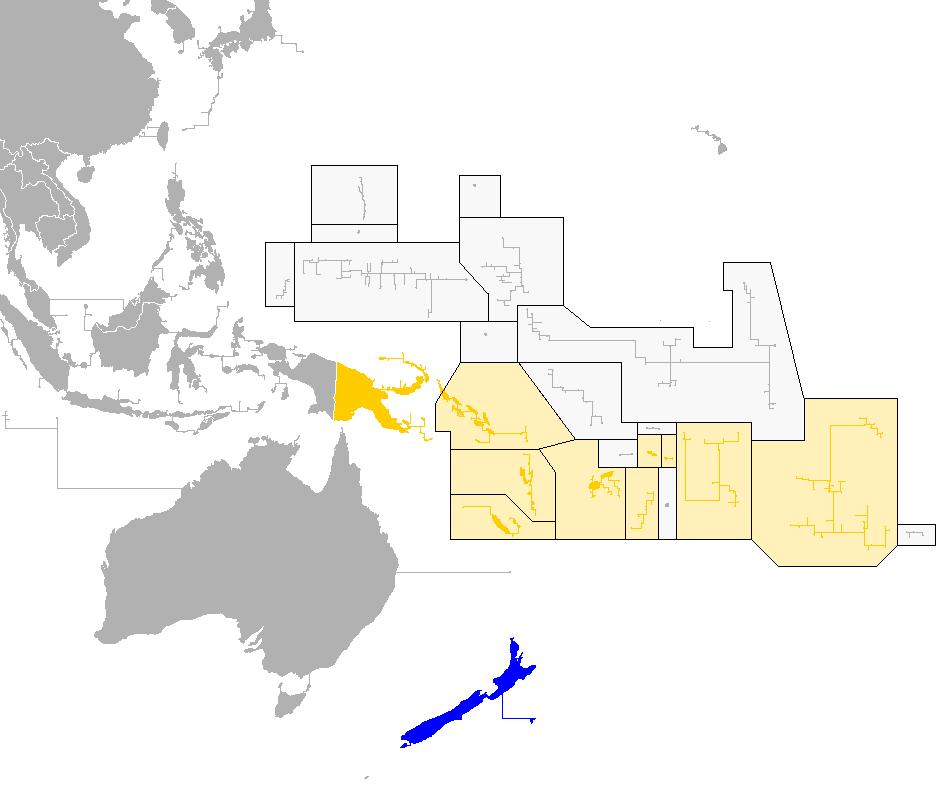
Gekwalificeerd
Kan zich nog kwalificeren.
Niet gekwalificeerd
Geen OFC-lid

In onderstaande tabel staan de wedstrijddata:
| Ronde        | Wedstrijddag   | Datum               |
| ------------ | -------------- | ------------------- |
| Eerste ronde | Wedstrijddag 1 | 7–10 september 2024 |
| Eerste ronde | Wedstrijddag 2 | 7–10 september 2024 |
| Tweede ronde | Wedstrijddag 1 | 10–12 oktober 2024  |
| Tweede ronde | Wedstrijddag 2 | 14–15 november 2024 |
| Tweede ronde | Wedstrijddag 3 | 17–18 november 2024 |
| Derde ronde  | Halve finale   | 21–24 maart 2025    |
| Derde ronde  | Finale         | 21–24 maart 2025    |

## Gekwalificeerde landen
| FIFA-lid      | Kwalificatie        | Kwal. datum   | Aantal dln. (incl. 2026) | Eerste dln. | Laatste dln. | Dln. op rij | Titels (excl. 2026) | Beste prestatie |
| ------------- | ------------------- | ------------- | ------------------------ | ----------- | ------------ | ----------- | ------------------- | --------------- |
| Nieuw-Zeeland | Winnaar derde ronde | 24 maart 2025 | 3                        | 1982        | 2010         | 1           | 0                   | Groepsfase      |

## Loting
De loting voor de eerste en tweede ronde werd gehouden op 18 juli om 9:00 (UTC+2) op het FIFA-hoofdkantoor in Nyon, Zwitserland.
| Bye naar tweede ronde                         | Bye naar tweede ronde                                               | Bye naar tweede ronde       | Eerste ronde                                                              |
| Pot 1                                         | Pot 2                                                               | Pot 3                       | Pot 1                                                                     |
| --------------------------------------------- | ------------------------------------------------------------------- | --------------------------- | ------------------------------------------------------------------------- |
| - Nieuw-Zeeland (94) - Salomonseilanden (141) | - Fiji (153) - Tahiti (158) - Nieuw-Caledonië (160) - Vanuatu (162) | - Papoea-Nieuw-Guinea (168) | - Cookeilanden (186) - Amerikaans-Samoa (187) - Samoa (192) - Tonga (200) |

## Wedstrijden

### Eerste ronde
|  | Halve finale       | Halve finale |                    |   | Finale | Finale |
|  |                    |              |                    |   |        |        |
|  | 6 september – Apia |              |                    |   |        |        |
|  |                    |              |                    |   |        |        |
|  | Cookeilanden       | 1            |                    |   |        |        |
|  | Cookeilanden       | 1            | 9 september – Apia |   |        |        |
|  | Tonga              | 3            |                    |   |        |        |
|  | Tonga              | 3            | Tonga              | 1 |        |        |
|  | 6 september – Apia |              | Tonga              | 1 |        |        |
|  |                    | Samoa (n.v.) | 2                  |   |        |        |
|  | Amerikaans-Samoa   | Samoa (n.v.) | 2                  | 0 |        |        |
|  | Amerikaans-Samoa   |              |                    | 0 |        |        |
|  | Samoa              | 2            |                    |   |        |        |
|  | Samoa              | 2            |                    |   |        |        |

#### Halve finale
|                                                    |              |                              |                                           |                                                                                   |
| 6 september 2024 «onderlinge duels» 11:00 (UTC+13) | Cookeilanden | 1 – 3                        | Tonga                                     | National Soccer Stadium, Apia Toeschouwers: 300 Scheidsrechter: Calvin Berg (NZL) |
| 6 september 2024 «onderlinge duels» 11:00 (UTC+13) | Kumsuz 63'   | Verslag (FIFA) Verslag (OFC) | 27' Tikoipau 39' (pen.) Polovili 79' Kefu | National Soccer Stadium, Apia Toeschouwers: 300 Scheidsrechter: Calvin Berg (NZL) |

|                                                    |                  |                              |                             |                                                                                      |
| 6 september 2024 «onderlinge duels» 15:00 (UTC+13) | Amerikaans-Samoa | 0 – 2                        | Samoa                       | National Soccer Stadium, Apia Toeschouwers: 600 Scheidsrechter: Norbert Hauata (TAH) |
| 6 september 2024 «onderlinge duels» 15:00 (UTC+13) |                  | Verslag (FIFA) Verslag (OFC) | 59' (pen.) Tumua 90+8' Vaai | National Soccer Stadium, Apia Toeschouwers: 600 Scheidsrechter: Norbert Hauata (TAH) |

#### Finale
|                                                    |              |                              |                               |                                                                                      |
| 9 september 2024 «onderlinge duels» 15:00 (UTC+13) | Tonga        | 1 – 2 (n.v.)                 | Samoa                         | National Soccer Stadium, Apia Toeschouwers: 500 Scheidsrechter: Mederic Lacour (NCL) |
| 9 september 2024 «onderlinge duels» 15:00 (UTC+13) | Sonasi 45+1' | Verslag (FIFA) Verslag (OFC) | 82' Salisbury 105+3' Faamatau | National Soccer Stadium, Apia Toeschouwers: 500 Scheidsrechter: Mederic Lacour (NCL) |

### Tweede ronde

#### Groep A
| Pos | Team                | Wed | W | G | V | Ptn | DV | DT | +/− | Kwalificatie      |   | Vlag van Nieuw-Caledonië | Vlag van Fiji | Vlag van Salomonseilanden | Vlag van Papoea-Nieuw-Guinea |
| --- | ------------------- | --- | - | - | - | --- | -- | -- | --- | ----------------- | - | ------------------------ | ------------- | ------------------------- | ---------------------------- |
| 1   | Nieuw-Caledonië     | 3   | 2 | 1 | 0 | 7   | 7  | 4  | +3  | Naar derde ronde. |   | —                        | —             | —                         | 3 – 1                        |
| 2   | Fiji                | 3   | 1 | 2 | 0 | 5   | 5  | 4  | +1  | Naar derde ronde. |   | 1 – 1                    | —             | —                         | —                            |
| 3   | Salomonseilanden    | 3   | 1 | 0 | 2 | 3   | 4  | 5  | −1  |                   |   | 2 – 3                    | 0 – 1         | —                         | —                            |
| 4   | Papoea-Nieuw-Guinea | 3   | 0 | 1 | 2 | 1   | 5  | 8  | −3  |                   | — | 3 – 3                    | 1 – 2         | —                         |                              |

|                                                   |                                                  |                              |                     |                                                                                               |
| 10 oktober 2024 «onderlinge duels» 16:00 (UTC+12) | Nieuw-Caledonië                                  | 3 – 1                        | Papoea-Nieuw-Guinea | Stadion: HFC Bank Stadium, Suva Toeschouwers: 1.000 Scheidsrechter: Campbell-Kirk Waugh (NZL) |
| 10 oktober 2024 «onderlinge duels» 16:00 (UTC+12) | Athale 20' (pen.) Gope-Fenepej 45' Haewegene 83' | Verslag (FIFA) Verslag (OFC) | 78' Semmy           | Stadion: HFC Bank Stadium, Suva Toeschouwers: 1.000 Scheidsrechter: Campbell-Kirk Waugh (NZL) |
| 10 oktober 2024 «onderlinge duels» 16:00 (UTC+12) |                                                  |                              |                     | Stadion: HFC Bank Stadium, Suva Toeschouwers: 1.000 Scheidsrechter: Campbell-Kirk Waugh (NZL) |
| 10 oktober 2024 «onderlinge duels» 16:00 (UTC+12) |                                                  |                              |                     | Stadion: HFC Bank Stadium, Suva Toeschouwers: 1.000 Scheidsrechter: Campbell-Kirk Waugh (NZL) |
|                                                   |                                                  |                              |                     |                                                                                               |

|                                                   |                  |                              |             |                                                                                          |
| 10 oktober 2024 «onderlinge duels» 19:00 (UTC+12) | Salomonseilanden | 0 – 1                        | Fiji        | Stadion: HFC Bank Stadium, Suva Toeschouwers: 2.000 Scheidsrechter: Norbert Hauata (TAH) |
| 10 oktober 2024 «onderlinge duels» 19:00 (UTC+12) |                  | Verslag (FIFA) Verslag (OFC) | 13' Krishna | Stadion: HFC Bank Stadium, Suva Toeschouwers: 2.000 Scheidsrechter: Norbert Hauata (TAH) |
| 10 oktober 2024 «onderlinge duels» 19:00 (UTC+12) |                  |                              |             | Stadion: HFC Bank Stadium, Suva Toeschouwers: 2.000 Scheidsrechter: Norbert Hauata (TAH) |
| 10 oktober 2024 «onderlinge duels» 19:00 (UTC+12) |                  |                              |             | Stadion: HFC Bank Stadium, Suva Toeschouwers: 2.000 Scheidsrechter: Norbert Hauata (TAH) |
|                                                   |                  |                              |             |                                                                                          |

|                                                    |                       |                              |                                       |                                                                                                 |
| 14 november 2024 «onderlinge duels» 13:00 (UTC+10) | Salomonseilanden      | 2 – 3                        | Nieuw-Caledonië                       | Stadion: PNG Voetbalstadion, Port Moresby Toeschouwers: 1.000 Scheidsrechter: Calvin Berg (NZL) |
| 14 november 2024 «onderlinge duels» 13:00 (UTC+10) | Lea'i 9' J. Alick 39' | Verslag (FIFA) Verslag (OFC) | 6' (pen.), 59' (pen.) Athale 69' Waia | Stadion: PNG Voetbalstadion, Port Moresby Toeschouwers: 1.000 Scheidsrechter: Calvin Berg (NZL) |
| 14 november 2024 «onderlinge duels» 13:00 (UTC+10) |                       |                              |                                       | Stadion: PNG Voetbalstadion, Port Moresby Toeschouwers: 1.000 Scheidsrechter: Calvin Berg (NZL) |
| 14 november 2024 «onderlinge duels» 13:00 (UTC+10) |                       |                              |                                       | Stadion: PNG Voetbalstadion, Port Moresby Toeschouwers: 1.000 Scheidsrechter: Calvin Berg (NZL) |
|                                                    |                       |                              |                                       |                                                                                                 |

|                                                    |                               |                              |                                        | |
| 14 november 2024 «onderlinge duels» 16:00 (UTC+10) | Papoea-Nieuw-Guinea           | 3 – 3                        | Fiji                                   | Stadion: PNG Voetbalstadion, Port Moresby Toeschouwers: 1.428 Scheidsrechter: Matthew Conger (NZL) |
| 14 november 2024 «onderlinge duels» 16:00 (UTC+10) | Joe 2' Kepo 45' Gunemba 90+4' | Verslag (FIFA) Verslag (OFC) | 42' Dunn 54' (pen.) Krishna 90+5' Nand | Stadion: PNG Voetbalstadion, Port Moresby Toeschouwers: 1.428 Scheidsrechter: Matthew Conger (NZL) |
| 14 november 2024 «onderlinge duels» 16:00 (UTC+10) |                               |                              |                                        | Stadion: PNG Voetbalstadion, Port Moresby Toeschouwers: 1.428 Scheidsrechter: Matthew Conger (NZL) |
| 14 november 2024 «onderlinge duels» 16:00 (UTC+10) |                               |                              |                                        | Stadion: PNG Voetbalstadion, Port Moresby Toeschouwers: 1.428 Scheidsrechter: Matthew Conger (NZL) |
|                                                    |                               |                              |                                        | |

|                                                    |                      |                              |                 |                                                                                                  |
| 17 november 2024 «onderlinge duels» 13:00 (UTC+10) | Fiji                 | 1 – 1                        | Nieuw-Caledonië | Stadion: PNG Voetbalstadion, Port Moresby Toeschouwers: 877 Scheidsrechter: Norbert Hauata (TAH) |
| 17 november 2024 «onderlinge duels» 13:00 (UTC+10) | Krishna 45+4' (pen.) | Verslag (FIFA) Verslag (OFC) | 59' Katrawa     | Stadion: PNG Voetbalstadion, Port Moresby Toeschouwers: 877 Scheidsrechter: Norbert Hauata (TAH) |
| 17 november 2024 «onderlinge duels» 13:00 (UTC+10) |                      |                              |                 | Stadion: PNG Voetbalstadion, Port Moresby Toeschouwers: 877 Scheidsrechter: Norbert Hauata (TAH) |
| 17 november 2024 «onderlinge duels» 13:00 (UTC+10) |                      |                              |                 | Stadion: PNG Voetbalstadion, Port Moresby Toeschouwers: 877 Scheidsrechter: Norbert Hauata (TAH) |
|                                                    |                      |                              |                 |                                                                                                  |

|                                                    |                     |                              |                         | |
| 17 november 2024 «onderlinge duels» 16:00 (UTC+10) | Papoea-Nieuw-Guinea | 1 – 2                        | Salomonseilanden        | Stadion: PNG Voetbalstadion, Port Moresby Toeschouwers: 1.284 Scheidsrechter: Campbell-Kirk Waugh (NZL) |
| 17 november 2024 «onderlinge duels» 16:00 (UTC+10) | Semmy 90+2'         | Verslag (FIFA) Verslag (OFC) | 41' David 68' Lea'alafa | Stadion: PNG Voetbalstadion, Port Moresby Toeschouwers: 1.284 Scheidsrechter: Campbell-Kirk Waugh (NZL) |
| 17 november 2024 «onderlinge duels» 16:00 (UTC+10) |                     |                              |                         | Stadion: PNG Voetbalstadion, Port Moresby Toeschouwers: 1.284 Scheidsrechter: Campbell-Kirk Waugh (NZL) |
| 17 november 2024 «onderlinge duels» 16:00 (UTC+10) |                     |                              |                         | Stadion: PNG Voetbalstadion, Port Moresby Toeschouwers: 1.284 Scheidsrechter: Campbell-Kirk Waugh (NZL) |
|                                                    |                     |                              |                         | |

#### Groep B
| Pos | Team          | Wed | W | G | V | Ptn | DV | DT | +/− | Kwalificatie      |       | Vlag van Nieuw-Zeeland | Vlag van Frans-Polynesië | Vlag van Vanuatu | Vlag van Samoa |
| --- | ------------- | --- | - | - | - | --- | -- | -- | --- | ----------------- | ----- | ---------------------- | ------------------------ | ---------------- | -------------- |
| 1   | Nieuw-Zeeland | 3   | 3 | 0 | 0 | 9   | 19 | 1  | +18 | Naar derde ronde. |       | —                      | 3 – 0                    | 8 – 1            | —              |
| 2   | Tahiti        | 3   | 2 | 0 | 1 | 6   | 5  | 3  | +2  | Naar derde ronde. |       | —                      | —                        | 2 – 0            | —              |
| 3   | Vanuatu       | 3   | 1 | 0 | 2 | 3   | 5  | 11 | −6  |                   |       | —                      | —                        | —                | 4 – 1          |
| 4   | Samoa         | 3   | 0 | 0 | 3 | 0   | 1  | 15 | −14 |                   | 0 – 8 | 0 – 3                  | —                        | —                |                |

|                                                   |                            |                              |        |                                                                                                 |
| 11 oktober 2024 «onderlinge duels» 13:00 (UTC+11) | Nieuw-Zeeland              | 3 – 0                        | Tahiti | Stadion: Freshwater Stadium, Port Vila Toeschouwers: 1.000 Scheidsrechter: Médéric Lacour (NCL) |
| 11 oktober 2024 «onderlinge duels» 13:00 (UTC+11) | Just 2' Wood 67' Waine 89' | Verslag (FIFA) Verslag (OFC) |        | Stadion: Freshwater Stadium, Port Vila Toeschouwers: 1.000 Scheidsrechter: Médéric Lacour (NCL) |
| 11 oktober 2024 «onderlinge duels» 13:00 (UTC+11) |                            |                              |        | Stadion: Freshwater Stadium, Port Vila Toeschouwers: 1.000 Scheidsrechter: Médéric Lacour (NCL) |
| 11 oktober 2024 «onderlinge duels» 13:00 (UTC+11) |                            |                              |        | Stadion: Freshwater Stadium, Port Vila Toeschouwers: 1.000 Scheidsrechter: Médéric Lacour (NCL) |
|                                                   |                            |                              |        |                                                                                                 |

|                                                   |                                     |                              |             |                                                                                             |
| 12 oktober 2024 «onderlinge duels» 14:00 (UTC+11) | Vanuatu                             | 4 – 1                        | Samoa       | Stadion: Freshwater Stadium, Port Vila Toeschouwers: 3.000 Scheidsrechter: Ben Aukwai (SOL) |
| 12 oktober 2024 «onderlinge duels» 14:00 (UTC+11) | Cooper 7' Alick 36', 57' Kalo 90+1' | Verslag (FIFA) Verslag (OFC) | 55' Viliamu | Stadion: Freshwater Stadium, Port Vila Toeschouwers: 3.000 Scheidsrechter: Ben Aukwai (SOL) |
| 12 oktober 2024 «onderlinge duels» 14:00 (UTC+11) |                                     |                              |             | Stadion: Freshwater Stadium, Port Vila Toeschouwers: 3.000 Scheidsrechter: Ben Aukwai (SOL) |
| 12 oktober 2024 «onderlinge duels» 14:00 (UTC+11) |                                     |                              |             | Stadion: Freshwater Stadium, Port Vila Toeschouwers: 3.000 Scheidsrechter: Ben Aukwai (SOL) |
|                                                   |                                     |                              |             |                                                                                             |

|                                                    |       |                              |                                     |                                                                                            |
| 15 november 2024 «onderlinge duels» 15:00 (UTC+13) | Samoa | 0 – 3                        | Tahiti                              | Stadion: Waikato Stadium, Hamilton Toeschouwers: 638 Scheidsrechter: Kavitesh Behari (FIJ) |
| 15 november 2024 «onderlinge duels» 15:00 (UTC+13) |       | Verslag (FIFA) Verslag (OFC) | 59' Kaspard 65' Mathon 87' T. Tehau | Stadion: Waikato Stadium, Hamilton Toeschouwers: 638 Scheidsrechter: Kavitesh Behari (FIJ) |
| 15 november 2024 «onderlinge duels» 15:00 (UTC+13) |       |                              |                                     | Stadion: Waikato Stadium, Hamilton Toeschouwers: 638 Scheidsrechter: Kavitesh Behari (FIJ) |
| 15 november 2024 «onderlinge duels» 15:00 (UTC+13) |       |                              |                                     | Stadion: Waikato Stadium, Hamilton Toeschouwers: 638 Scheidsrechter: Kavitesh Behari (FIJ) |
|                                                    |       |                              |                                     |                                                                                            |

|                                                    |                                                                           |                              |           |                                                                                          |
| 15 november 2024 «onderlinge duels» 18:30 (UTC+13) | Nieuw-Zeeland                                                             | 8 – 1                        | Vanuatu   | Stadion: Waikato Stadium, Hamilton Toeschouwers: 10.113 Scheidsrechter: Ben Aukwai (SOL) |
| 15 november 2024 «onderlinge duels» 18:30 (UTC+13) | Garbett 11' Wood 23', 24' Bindon 31', 38' Just 74' Singh 82' McCowatt 89' | Verslag (FIFA) Verslag (OFC) | 17' Tasip | Stadion: Waikato Stadium, Hamilton Toeschouwers: 10.113 Scheidsrechter: Ben Aukwai (SOL) |
| 15 november 2024 «onderlinge duels» 18:30 (UTC+13) |                                                                           |                              |           | Stadion: Waikato Stadium, Hamilton Toeschouwers: 10.113 Scheidsrechter: Ben Aukwai (SOL) |
| 15 november 2024 «onderlinge duels» 18:30 (UTC+13) |                                                                           |                              |           | Stadion: Waikato Stadium, Hamilton Toeschouwers: 10.113 Scheidsrechter: Ben Aukwai (SOL) |
|                                                    |                                                                           |                              |           |                                                                                          |

|                                                    |                                        |                              |         |                                                                                               |
| 18 november 2024 «onderlinge duels» 15:00 (UTC+13) | Tahiti                                 | 2 – 0                        | Vanuatu | Stadion: Mount Smart Stadium, Auckland Toeschouwers: 395 Scheidsrechter: Médéric Lacour (NCL) |
| 18 november 2024 «onderlinge duels» 15:00 (UTC+13) | Spokeyjack 8' (e.d.) Mathon 67' (pen.) | Verslag (FIFA) Verslag (OFC) |         | Stadion: Mount Smart Stadium, Auckland Toeschouwers: 395 Scheidsrechter: Médéric Lacour (NCL) |
| 18 november 2024 «onderlinge duels» 15:00 (UTC+13) |                                        |                              |         | Stadion: Mount Smart Stadium, Auckland Toeschouwers: 395 Scheidsrechter: Médéric Lacour (NCL) |
| 18 november 2024 «onderlinge duels» 15:00 (UTC+13) |                                        |                              |         | Stadion: Mount Smart Stadium, Auckland Toeschouwers: 395 Scheidsrechter: Médéric Lacour (NCL) |
|                                                    |                                        |                              |         |                                                                                               |

|                                                    |       |                              |                                                                                       |                                                                                             |
| 18 november 2024 «onderlinge duels» 18:30 (UTC+13) | Samoa | 0 – 8                        | Nieuw-Zeeland                                                                         | Stadion: Mount Smart Stadium, Auckland Toeschouwers: 5.327 Scheidsrechter: Veer Singh (FIJ) |
| 18 november 2024 «onderlinge duels» 18:30 (UTC+13) |       | Verslag (FIFA) Verslag (OFC) | 24' McCowatt 28', 34', 60' Wood 62' Stamenić 75' De Vries 87' Just 90+2' (pen.) Waine | Stadion: Mount Smart Stadium, Auckland Toeschouwers: 5.327 Scheidsrechter: Veer Singh (FIJ) |
| 18 november 2024 «onderlinge duels» 18:30 (UTC+13) |       |                              |                                                                                       | Stadion: Mount Smart Stadium, Auckland Toeschouwers: 5.327 Scheidsrechter: Veer Singh (FIJ) |
| 18 november 2024 «onderlinge duels» 18:30 (UTC+13) |       |                              |                                                                                       | Stadion: Mount Smart Stadium, Auckland Toeschouwers: 5.327 Scheidsrechter: Veer Singh (FIJ) |
|                                                    |       |                              |                                                                                       |                                                                                             |

### Derde ronde
De winnaar van de derde ronde kwalificeerde zich voor het eindtoernooi, de nummer twee plaatste zich voor de intercontinentale play-offs. De wedstrijden vonden plaats in Nieuw-Zeeland tussen 21 en 24 maart 2025.
|  | Halve finale               | Halve finale  |                          |   | Finale | Finale |
|  |                            |               |                          |   |        |        |
|  | 21 maart 2025 – Wellington |               |                          |   |        |        |
|  |                            |               |                          |   |        |        |
|  | Nieuw-Caledonië            | 3             |                          |   |        |        |
|  | Nieuw-Caledonië            | 3             | 24 maart 2025 – Auckland |   |        |        |
|  | Tahiti                     | 0             |                          |   |        |        |
|  | Tahiti                     | 0             | Nieuw-Caledonië          | 0 |        |        |
|  | 21 maart 2025 – Wellington |               | Nieuw-Caledonië          | 0 |        |        |
|  |                            | Nieuw-Zeeland | 3                        |   |        |        |
|  | Nieuw-Zeeland              | Nieuw-Zeeland | 3                        | 7 |        |        |
|  | Nieuw-Zeeland              |               |                          | 7 |        |        |
|  | Fiji                       | 0             |                          |   |        |        |
|  | Fiji                       | 0             |                          |   |        |        |

#### Halve finale
|                                                 |                                  |                              |        | |
| 21 maart 2025 «onderlinge duels» 15:00 (UTC+13) | Nieuw-Caledonië                  | 3 – 0                        | Tahiti | Wellington Regional Stadium, Wellington Toeschouwers: 1.948 Scheidsrechter: Campbell-Kirk Kawana-Waugh (NZL) |
| 21 maart 2025 «onderlinge duels» 15:00 (UTC+13) | Gope-Fenepej 50', 76' Waya 90+1' | Verslag (FIFA) Verslag (OFC) |        | Wellington Regional Stadium, Wellington Toeschouwers: 1.948 Scheidsrechter: Campbell-Kirk Kawana-Waugh (NZL) |

|                                                 |                                                                  |                              |      |                                                                                                   |
| 21 maart 2025 «onderlinge duels» 19:00 (UTC+13) | Nieuw-Zeeland                                                    | 7 – 0                        | Fiji | Wellington Regional Stadium, Wellington Toeschouwers: 20.947 Scheidsrechter: Norbert Hauata (TAH) |
| 21 maart 2025 «onderlinge duels» 19:00 (UTC+13) | Wood 6', 56', 60' Singh 16' Bindon 23' Payne 32' Barbarouses 73' | Verslag (FIFA) Verslag (OFC) |      | Wellington Regional Stadium, Wellington Toeschouwers: 20.947 Scheidsrechter: Norbert Hauata (TAH) |

#### Finale
|                                                 |                 |                              |                                     |                                                                           |
| 24 maart 2025 «onderlinge duels» 19:10 (UTC+13) | Nieuw-Caledonië | 0 – 3                        | Nieuw-Zeeland                       | Eden Park, Auckland Toeschouwers: 25.132 Scheidsrechter: Ben Aukwai (SOL) |
| 24 maart 2025 «onderlinge duels» 19:10 (UTC+13) |                 | Verslag (FIFA) Verslag (OFC) | 61' Boxall 66' Barbarouses 80' Just | Eden Park, Auckland Toeschouwers: 25.132 Scheidsrechter: Ben Aukwai (SOL) |

## Doelpuntenmakers
9 doelpunten
- Chris Wood

4 doelpunten
- Elijah Just

3 doelpunten
- Roy Krishna
- Joseph Athale
- Georges Gope-Fenepej

2 doelpunten
- Kosta Barbarouses
- Tyler Bindon
- Callum McCowatt
- Sarpreet Singh
- Ben Waine
- Tommy Semmy
- Benoit Mathon
- John Alick

1 doelpunt
- Taci Kumsuz
- Thomas Dunn
- Merrill Nand
- Germain Haewegene
- Jean-Jacques Katrawa
- Gérard Waia
- Lues Waya
- Michael Boxall
- Francis de Vries
- Matthew Garbett
- Tim Payne
- Marko Stamenić
- Raymond Gunemba
- Joseph Joe
- Ati Kepo
- Jefferson Faamatau
- Luke Salisbury
- Dilo Tumua
- Jarvis Vaai
- Nathan Viliamu
- Javin Alick
- Junior David
- Micah Lea'alafa
- Raphael Lea'i
- Eddy Kaspard
- Teaonui Tehau
- Christopher Kefu
- Hemaloto Polovili
- Ulafala Sonasi
- Viliami Tikoipau
- Mitch Cooper
- Bong Kalo
- Jordy Tasip

1 eigen doelpunt
- Brian Kaltak (tegen Nieuw-Zeeland)
- Johnathan Spokeyjack (tegen Tahiti)